# Deltochilum enceladus
Deltochilum enceladus är en skalbaggsart som beskrevs av Hermann Julius Kolbe 1893. Deltochilum enceladus ingår i släktet Deltochilum och familjen bladhorningar. Inga underarter finns listade i Catalogue of Life.